# Ange Hyacinthe Maxence de Damas

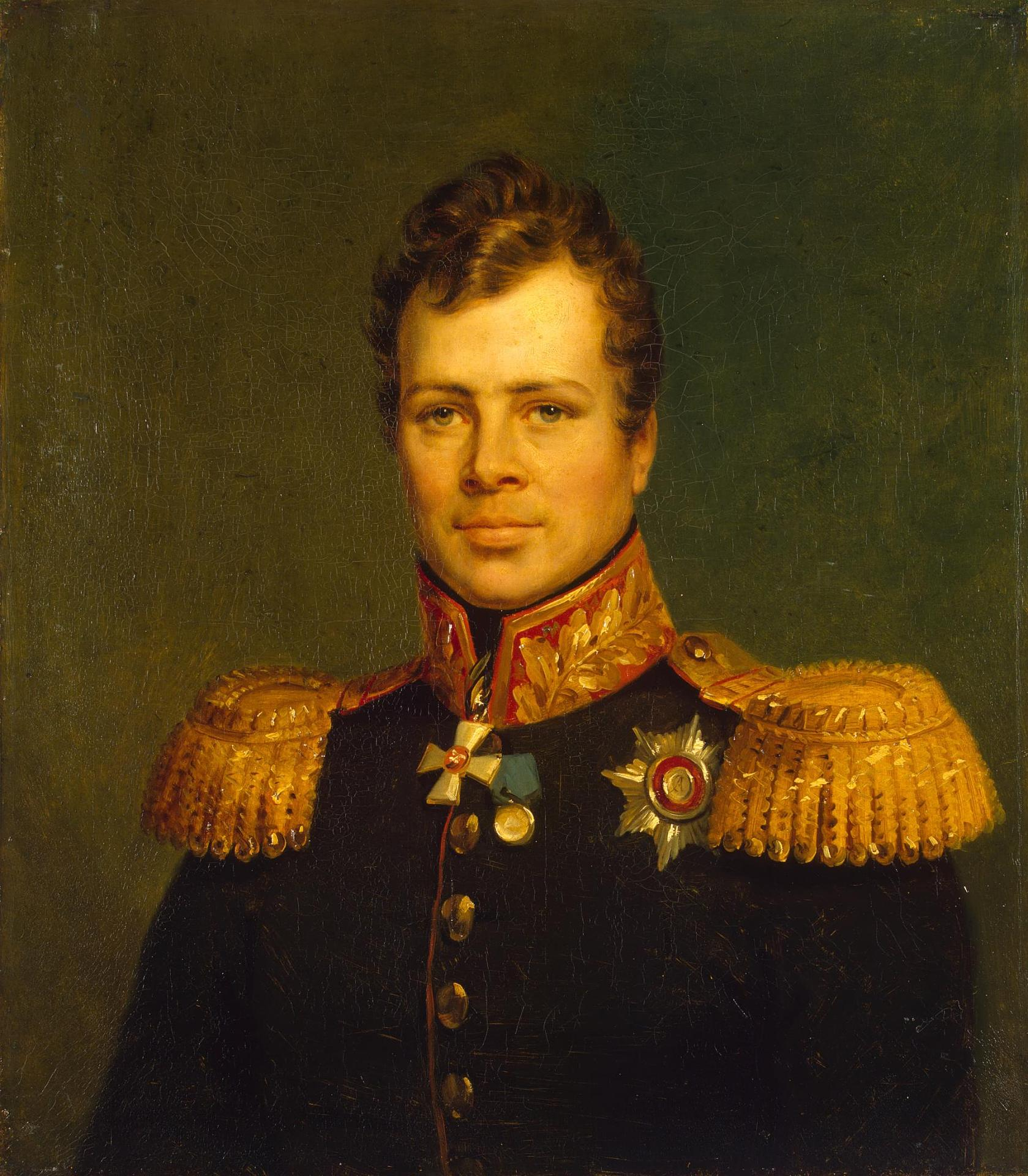
Ange Hyacinthe Maxence de Damas.

Ange Hyacinthe Maxence de Damas, född 30 september 1785, död 6 maj 1862, var en fransk baron och militär.
Damas var emigrant och stred från 1805 som rysk officer mot fransmännen. Efter restaurationen blev han fransk general och deltog 1823 i striderna i Spanien. Samma år blev han fransk krigsminister, och var 1824–1828 Frankrikes utrikesminister. Damas följde 1830 Henrik V av Frankrike, under vilken han var guvernör i landsflykt.